# رضاآباد (خاتم)
رضاآباد (بافق)، روستایی از توابع بخش بافق شهرستان بافق در استان یزد ایران است.این روستادر جنوب شهرستان بافق واقع شده و از مرکز شهرستان بافق تا رضا آباد حدود (۱۵) کیلومتر بوده است.

## جمعیت
این روستا در دهستان ایثار قرار دارد و براساس سرشماری مرکز آمار ایران در سال ۱۳۸۵، جمعیت آن ۷۵ نفر (۲۰خانوار) بوده‌است.